# Axinella tenuidigitata
Axinella tenuidigitata är en svampdjursart som beskrevs av Arthur Dendy 1905. Axinella tenuidigitata ingår i släktet Axinella och familjen Axinellidae. Utöver nominatformen finns också underarten A. t. oxeata.